# Töllsjö
Töllsjö is een plaats in de gemeente Bollebygd in het landschap Västergötland en de provincie Västra Götalands län in Zweden. De plaats heeft 347 inwoners (2005) en een oppervlakte van 44 hectare.